# SWR meter
SWR meter, VSWR meter, reflektometr – miernik współczynnika fali stojącej – WFS w linii przesyłowej, jest elementem urządzenia radiowego stosowanym w celu sprawdzenia jakości dopasowania anteny i linii transmisyjnych do nadajnika, na podstawie pomiaru napięć fali bieżącej i fali odbitej.
W związku z tym, że każda linia przesyłowa wnosi pewne straty sygnału i osłabienie powracającej mocy odbitej, miernik WFS powinien być włączony w linię jak najbliżej anteny, w celu zminimalizowania błędnego odczytu pomiaru.

## Zasada działania
Miernik SWR mierzy moc padającą i moc odbitą poprzez pomiar napięcia wielkiej częstotliwości na dwóch liniach pomiarowych (sprzęgacze kierunkowe) sprzężonych elektromagnetycznie z linią główną, łączącą wejście i wyjście reflektometru (TX i ANT). Jedna linia pomiarowa podłączona jest do wejścia fali bieżącej (FWD), druga do wyjścia fali odbitej (REV). Linie pomiarowe z jednej strony obciążone są rezystorami o wartości równej impedancji tych linii aby występowała w nich tylko fala bieżąca, z drugiej zaś podłączone są diody przekształcające wielkości fal padającej i odbitej, które następnie wygładzane są przez kondensatory. Odczytu dokonuje się za pośrednictwem mikroamperomierza.